# Kulturstiftung Dessau-Wörlitz
Die Kulturstiftung Dessau-Wörlitz ist eine vom Land Sachsen-Anhalt und der Bundesrepublik Deutschland geförderte staatliche Stiftung des Öffentlichen Rechts mit Sitz in Dessau. Ihr Ziel ist die Pflege der UNESCO-Welterbestätte Gartenreich Dessau-Wörlitz. In Obhut der Stiftung befinden sich rund 240 historische Bauwerke, davon die fünf, teilweise als Museen genutzten Schlösser Wörlitz, Oranienbaum, Mosigkau, Luisium und Großkühnau sowie sechs Gärten und Parks, bedeutende Kunstsammlungen und etwa 7000 Hektar land- und forstwirtschaftlich genutzte Flächen.

## Aufgaben
Zu den Hauptaufgaben zählen die Erhaltung, Erforschung und Pflege des gesamten Gartenreiches für zukünftige Generationen. Hierzu zählen der Erhalt der Bauwerke, Gärten und Kunstsammlungen im Gartenreich und diese der Öffentlichkeit zugänglich zu machen.
Organe der Stiftung sind das Kuratorium und der Vorstand. Seit Februar 2023 nimmt Harald Meller, Landesarchäologie und Direktor des Landesmuseums für Vorgeschichte in Halle (Saale), interimsmäßig die Geschäfte der Stiftung als Direktor wahr.

## Geschichte
Mit dem Ende des Ersten Weltkrieges und dem damit einhergehenden Ende der Monarchie in Deutschland ging vom vormaligen Herzogshaus Anhalt die Initiative aus, den bedeutenden Besitz an Schlössern mit deren Inventaren und die historischen Gartenanlagen in eine Stiftung zu überführen. Gemeinsam mit den Anhaltischen Staat wurde daher am 30. Dezember 1918 die Stiftungsurkunde der „Kulturstiftung Dessau-Wörlitz“ unterzeichnet.
Seit dem Jahr 2000 ist das Gartenreich eingetragenes Welterbe der UNESCO.
Seit 2004 nimmt die Kulturstiftung Dessau-Wörlitz die Aufgaben einer unteren Denkmalschutzbehörde wahr.